# Espai intermembranós

Estructura simplificada d'un mitocondri

Estructura simplificada d'un Cloroplast

L'espai intermembranós és la regió existent entre la membrana mitocondrial interna i la membrana mitocondrial externa del mitocondri o del cloroplast. La funció principal d'aquest espai intermembranal és la fosforilació de nucleòtids.
Els canals proteics, com el format per la porina a la membrana mitocondrial externa permeten el lliure moviment d'ions i petites molècules cap a l'espai intermembranal. Per tant, existeix una continuïtat amb el citosol en termes de soluts rellevants per aquests orgànuls. Els enzims destinats a la matriu mitocondrial o a l'estroma del cloroplast poden passar a través de l'espai intermembranal via transport mitjançat per translocadors, coneguts amb el nom de translocasa de la membrana micocondrial externa (TOM, de l'anglès: translocase of the outer mitochondrial membrane) i translocasa de la membrana mitocondrial interna (TIM, de l'anglès: translocase of the inner mitochondrial membrane) pel que fa als mitocondris; i 
TOC (de l'anglès: translocase of the outer chloroplast membrane) i TIC (de l'anglès: translocase of the inner chloroplast membrane) pel que fa als cloroplasts.
Tendeix a tenir un pH baix degut al gradient de protons resultant del bombament de protons des de la matriu mitocondrial cap a l'espai intermembranal durant el transport electrònic. Les estructures responsables d'aquest transport es troben a la membrana interna del mitocondri i són el coenzim Q, el complex NADH coenzim Q oxidoreductasa (complex I), el complex succinat-coenzim Q oxidoreductasa (complex II) i el complex coenzim Q-citocrom c oxidoreductasa (complex III).

## Mitocondri
Degut a la presència de canals a la membrana mitocondrial externa del mitocondri, el contingut d'aquest espai és molt semblant al contingut del citoplasma.
Mentre els electrons es mouen al llarg dels complexos proteics de la cadena de transport electrònic, els electrons perden energia per permetre l'expulsió de H+ de la matriu mitocondrial a l'espai intermembranaln. Mentre es forma el grandient de protons per augment de la concentració d'aquest ió, la proteïna anomenada ATP sintasa empra l'energia potencial d'aquests ions i activa la quimioòsmosi, permetent reentrar als H+ a la matriu a través d'aquest enzim localitzat a les crestes mitocondrials formades per plecs de la membrana mitocondrial interna. L'ATP sintasa aprofita l'energia alliberada en aquest retorn per sintetitzar ATP a partir d'ADP i un grup fosfat en la reacció que es coneix com a fosforilació oxidativa.

## Cloroplast
En el cloroplast aquest espai és extremadament petit, entre uns 10-20 nm de gruix.